# Град герой (Гърция)
 Тази статия е за гръцкото звание.  За съветското вижте град герой.  
„Град герой“ (на гръцки: Ηρωική Πόλη) е почетно звание, дадено на 4 града в Гърция за героичната съпротива срещу османците по време на Гръцката война за независимост от 1821 г. Градовете са Месолонги, Сули, Аркади и Негуш (Науса) от 1955 година.
През 1998 г. леринското арванитско село Лехово е обявено за „село герой“ за активното участие на жителите му в борбата на гръцките андарти срещу четите на ВМОРО в Македония в първото десетилетие на XX век.